# Jean de Boissy
Jean de Boissy né à Lyon au XIVe siècle et décédé à Amiens le 4 septembre 1410, fut un prélat catholique français, évêque de Mâcon puis évêque d'Amiens.

## Biographie

### Famille
Jean de Boissy était le neveu du cardinal Jean de La Grange. Son frère Imbert de Boissy fut président au parlement de Paris.  

### Carrière ecclésiastique
Il fut chanoine du chapitre cathédral d'Amiens en 1374, puis devint évêque de Mâcon avant de devenir évêque d'Amiens le 27 février 1389. En janvier 1390, il assista à l'assemblée des évêques à propos du schisme de l'anti-pape Benoît XIII.
Sous son épiscopat fut terminée l'élévation de la tour nord de la cathédrale Notre-Dame d'Amiens, au début du XVe siècle.
En 1406, le cardinal Antoine Châlons, légat du pape Grégoire XII, le commit pour informer la papauté des miracles de Colette de Corbie.
Il mourut le 4 septembre 1410 et fut inhumé auprès de son oncle dans la cathédrale Notre-Dame d'Amiens

## Pour approfondir